# Ogōri
Ogōri (小郡市, Ogōri-shi) est une ville située dans la préfecture de Fukuoka, sur l'île de Kyūshū, au Japon.

## Géographie

### Situation
Ogōri est située dans le centre de la préfecture de Fukuoka.

### Démographie
En juin 2020, la population d'Ogōri s'élevait à 59 472 habitants répartis sur une superficie de 45,51 km2.

## Histoire
Ogōri a acquis le statut de ville en 1972.

## Culture locale et patrimoine
- Musée historique de Kyūshū
- Tanabata-jinja

## Transports
Ogōri est desservie par la ligne Tenjin Ōmuta de la Nishitetsu et la ligne Amagi de la compagnie Amatetsu. La gare de Nishitetsu Ogōri est la principale gare de la ville.